# Rogatec
Rogatec (em alemão:  Rohitsch) é um município da Eslovênia. A sede do município fica na localidade de mesmo nome.